# Orrori del Congo

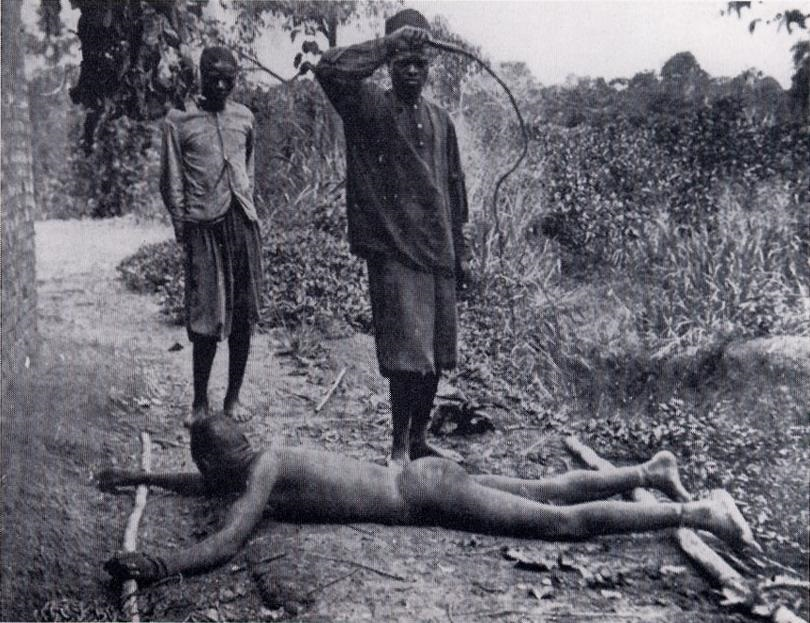
Flagellazione con uno sjambok, frusta in cuoio tipica africana, di uno schiavo congolese

Con orrori del Congo si indica il periodo compreso tra il 1885 e il 1908, durante il quale furono perpetrate innumerevoli atrocità nello Stato Libero del Congo (comprendente i territori dell'odierna Repubblica Democratica del Congo) che, all'epoca, era uno stato sotto il dominio assoluto del re Leopoldo II del Belgio. Queste atrocità erano particolarmente associate alle politiche di lavoro utilizzate per la raccolta della gomma naturale da esportare. Insieme alle malattie epidemiche, alle carestie e alla diminuzione del tasso di natalità causata da questi fattori, la dominazione straniera contribuì a un forte calo della popolazione congolese. L'entità del calo demografico nel periodo è controversa, con stime moderne che vanno da 1,5 milioni a 13 milioni. La principale causa diretta del declino demografico fu la diffusione di numerose malattie, in particolare la malattia del sonno africana, il vaiolo, l'influenza suina e la dissenteria amebica, che devastarono le popolazioni indigene. Solo nel 1901 si stimava che all'incirca 500.000 congolesi fossero morti a causa della malattia del sonno, numero destinato ad aumentare negli anni successivi, anche a causa delle terribili condizioni in cui la popolazione era costretta a vivere. A raccogliere particolare notorietà internazionale, anche grazie alla diffusione di informazioni da parte dei missionari cristiani, fu il taglio delle mani dei lavoratori, spesso perpetrato dalle forze di gendarmeria locali. Questi dettagli sono stati resi pubblici e hanno riscosso indignazione nel Regno Unito, in Belgio, negli Stati Uniti e altrove, specialmente in Europa. Una campagna internazionale contro lo Stato Libero del Congo iniziò nel 1890 e raggiunse il suo apogeo dopo il 1900 sotto la guida dell'attivista e giornalista britannico Edmund Dene Morel. Il 15 novembre 1908, sotto la pressione internazionale, il governo belga annetté lo Stato Libero del Congo per formare il Congo Belga e garantire una maggiore qualità della vita al popolo congolese.

## Antefatti

### Nascita dello Stato Libero del Congo

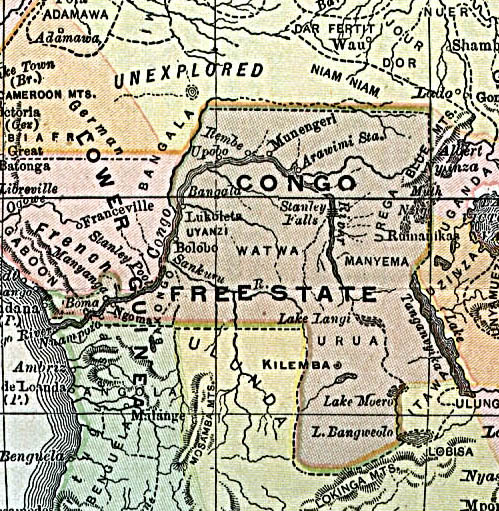
Mappa dello Stato Libero del Congo

Il futuro re Leopoldo II, ancor prima della sua ascesa al trono del Belgio nel 1865, iniziò a fare pressioni sui principali politici belgi per creare un impero coloniale in Estremo Oriente o in Africa, che avrebbe ampliato e accresciuto il prestigio del Belgio sullo scacchiere internazionale. Politicamente, tuttavia, la colonizzazione era un concetto impopolare in Belgio, in quanto percepita come una scommessa rischiosa e costosa senza evidenti benefici per il paese, e infatti i suoi numerosi tentativi di persuadere i politici ebbero scarso successo. Deciso a cercare una colonia per sé e ispirato dai recenti resoconti dall'Africa centrale, Leopoldo iniziò a patrocinare alcuni esploratori di spicco, tra cui Henry Morton Stanley, per poi fondare l'Associazione Internazionale Africana (Association Internationale Africaine), un'organizzazione "caritatevole" per supervisionare l'esplorazione e il rilevamento di un territorio intorno al fiume Congo, con l'obiettivo dichiarato di portare assistenza umanitaria e "civilizzazione" ai nativi. Nella Conferenza di Berlino del 1884-85, i leader europei riconobbero ufficialmente il controllo di Leopoldo sui 2.350.000 km2 (910.000 km2) dello Stato Libero del Congo, teoricamente indipendente, con la motivazione che sarebbe stato un'area di libero scambio e uno Stato cuscinetto tra le sfere d'influenza britannica e francese. Nello Stato Libero, Leopoldo esercitò un controllo personale quasi assoluto, senza molte deleghe a subordinati. I capi africani svolsero un ruolo importante nell'amministrazione attuando gli ordini del governo all'interno delle loro comunità. Nei primi anni dello Stato Libero, gran parte dell'attenzione dell'amministrazione si concentrò sul consolidamento del suo controllo combattendo le popolazioni africane locali che resistevano al suo dominio.

### Situazione economica ed amministrativa
Lo Stato Libero del Congo doveva essere redditizio soprattutto per gli investitori e per Leopoldo in particolare, ma le sue finanze erano spesso precarie. Un boom della domanda di gomma naturale negli anni novanta del XIX secolo pose fine a questi problemi, poiché lo Stato Libero costrinse i maschi congolesi a lavorare forzatamente per la raccolta della gomma selvatica, che doveva successivamente essere esportata in Europa e in Nord America. Il boom della gomma trasformò quello che prima del 1890 era un sistema coloniale non eccelso e portò a profitti significativi. Le esportazioni passarono da 580 a 3.740 tonnellate tra il 1895 e il 1900.

## Atrocità

### Mutilazioni
Il mancato rispetto delle quote di raccolta della gomma era punibile con la morte. Nel frattempo, la Force Publique era tenuta a fornire la mano tagliata della vittima come prova quando aveva sparato e ucciso qualcuno, poiché si riteneva che altrimenti avrebbe usato le munizioni (importate dall'Europa a costi considerevoli) per la caccia o per accumularle in vista di un ammutinamento. Di conseguenza, le quote di gomma venivano in parte pagate con mani tagliate. Un ufficiale minore descrisse un'incursione per punire un villaggio che aveva protestato, dicendo che l'ufficiale in comando "ci ordinò di tagliare le teste degli uomini e di appenderle alle palizzate del villaggio... e di appendere le donne e i bambini alla palizzata in forma di croce". In teoria, ogni mano provava un'uccisione. In pratica, per risparmiare munizioni i soldati a volte "imbrogliavano" tagliando semplicemente la mano e lasciando che la vittima vivesse o morisse. Diversi sopravvissuti raccontarono in seguito di aver vissuto un massacro comportandosi da morti, non muovendosi anche quando le mani erano state tagliate e aspettando che i soldati se ne andassero prima di chiedere aiuto. In alcuni casi un soldato poteva abbreviare il suo periodo di servizio portando più mani degli altri soldati, il che portò a mutilazioni e smembramenti molto diffusi e spesso immotivati. Lo storico David Van Reybrouck ha affermato che le fotografie di persone mutilate hanno creato l'idea errata che lo smembramento dei vivi fosse una pratica diffusa. Ha scritto che, sebbene lo smembramento dei vivi avvenisse occasionalmente, la pratica non era così sistematica come spesso viene presentata, ed era molto più comune che i soldati portassero mani di persone già morte in precedenza.

### Prigioni e ostaggi

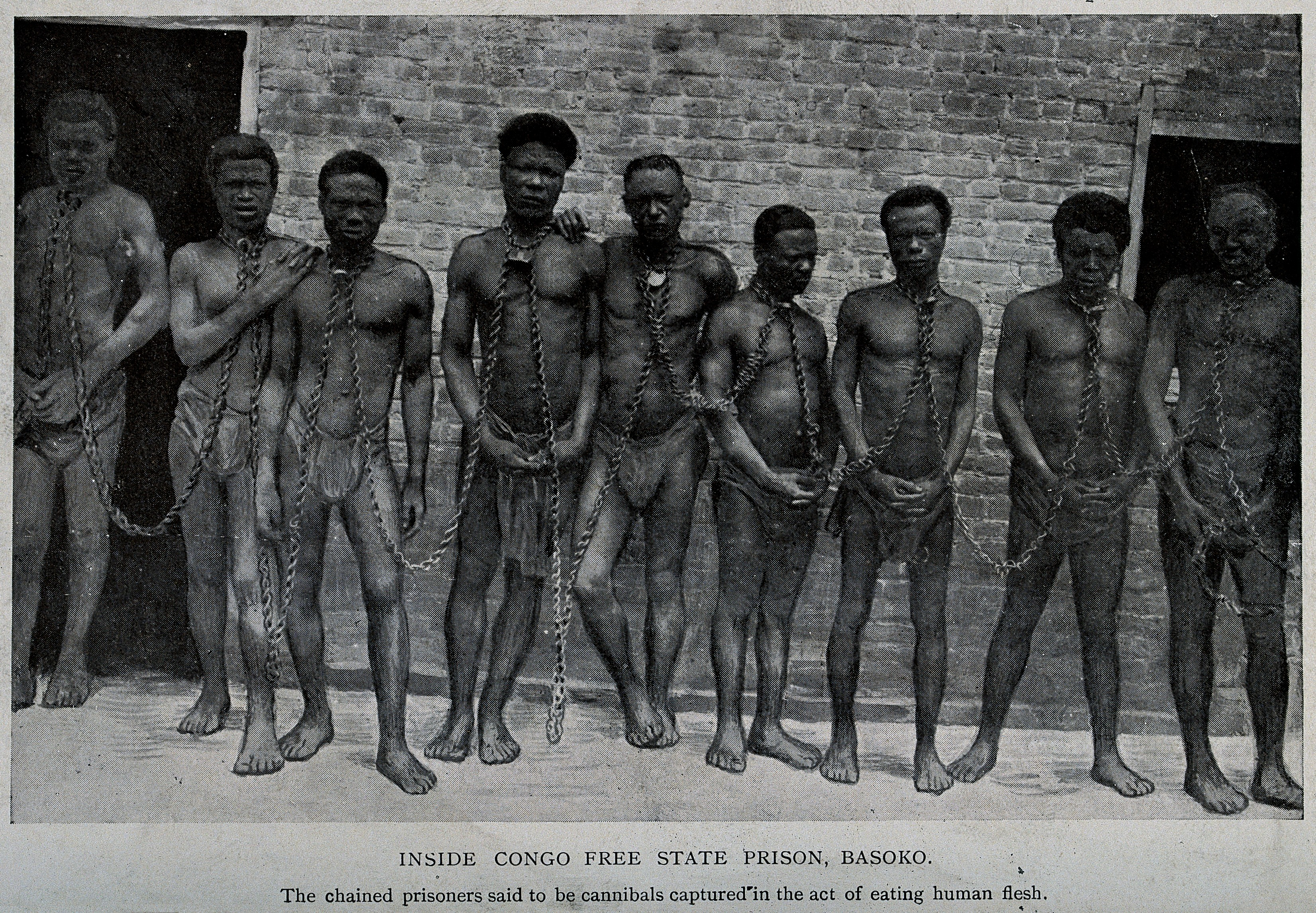
Fila di prigionieri congolesi legati insieme da una corda

Una pratica utilizzata per costringere i lavoratori a raccogliere il caucciù era quella di prendere in ostaggio mogli e familiari. Leopoldo non la proclamò mai una politica ufficiale e le autorità dello Stato Libero a Bruxelles negarono categoricamente, mentendo, che venisse utilizzata. Tuttavia, l'amministrazione fornì un manuale a ogni stazione del Congo che includeva una guida su come prendere ostaggi per costringere i capi locali all'obbedienza. Gli ostaggi potevano essere uomini, donne, bambini, anziani o persino i capi stessi. Nel luglio 1902 una postazione registrò di avere 44 capi tribù in prigione. Queste prigioni erano in cattive condizioni e le postazioni di Bongandanga e Mompono registrarono ciascuna un tasso di mortalità da tre a dieci prigionieri al giorno nel 1899. Le persone con precedenti di resistenza venivano deportate in campi di lavoro forzato. C'erano almeno tre campi di questo tipo: uno a Lireko, uno sul fiume Maringa superiore e uno sul fiume Lopori superiore.

### Insurrezioni, guerre e ribellioni
A parte la raccolta del caucciù, la violenza nello Stato Libero si verificò principalmente in relazione a guerre e ribellioni. Gli stati nativi, in particolare il Regno Yeke di Msiri, la Federazione Zande e il territorio di lingua swahili nel Congo orientale sotto il mercante di schiavi Tippu Tip, si rifiutarono di riconoscere l'autorità coloniale e furono sconfitti dalla Force Publique con grande brutalità, durante la Guerra Congo-Araba. Nel 1895, un ammutinamento militare scoppiò tra i Batetela nel Kasai, portando a un'insurrezione di quattro anni. Il conflitto fu particolarmente brutale e causò un gran numero di vittime.

### Carestie
La presenza di aziende produttrici di gomma ha inasprito gli effetti di disastri naturali come carestie e epidemie. Il sistema di riscossione delle tasse costringeva gli uomini a lasciare i villaggi per raccogliere il caucciù, il che significava che non c'era manodopera disponibile per dissodare nuovi campi da coltivare. Questo a sua volta significava che le donne dovevano continuare a coltivare campi usurati con conseguente diminuzione dei raccolti, un problema aggravato dalle sentinelle dell'azienda che rubavano i raccolti e gli animali da allevamento. La postazione di Bonginda conobbe una carestia nel 1899 e nel 1900, che portarono a migliaia di morti.

### Cannibalismo
Il cannibalismo era enormemente diffuso in alcune parti dell'area dello Stato Libero al momento della sua fondazione e l'amministrazione coloniale sembra aver fatto ben poco per reprimerlo, talvolta tollerandolo piuttosto tra le proprie truppe ausiliarie e i propri alleati. Durante la guerra Congo-Araba del 1892-1894, sono state riportate notizie di una diffusa cannibalizzazione dei corpi dei combattenti sconfitti da parte dei Batetela alleati del comandante belga Francis Dhanis. Dopo una ribellione brutalmente repressa che seguì il completamento della guerra, un giovane ufficiale belga descrisse il successivo consumo dei corpi delle vittime, da parte delle truppe ausiliarie locali, come "orribile ma estremamente utile e igienico". Nell'inviare "spedizioni punitive" contro i villaggi che non volevano o non erano in grado di soddisfare l'esorbitante quota di gomma del governo, i funzionari dello Stato Libero hanno ripetutamente chiuso gli occhi sia sulle uccisioni arbitrarie di coloro che erano considerati colpevoli sia sui "banchetti cannibali" celebrati dai soldati nativi che a volte seguivano. In diversi casi hanno persino consegnato i prigionieri, compresi i neonati e le donne anziane, ai loro soldati o agli alleati locali, consentendo loro implicitamente o addirittura esplicitamente di ucciderli e mangiarli.

## Declino demografico

### Cause

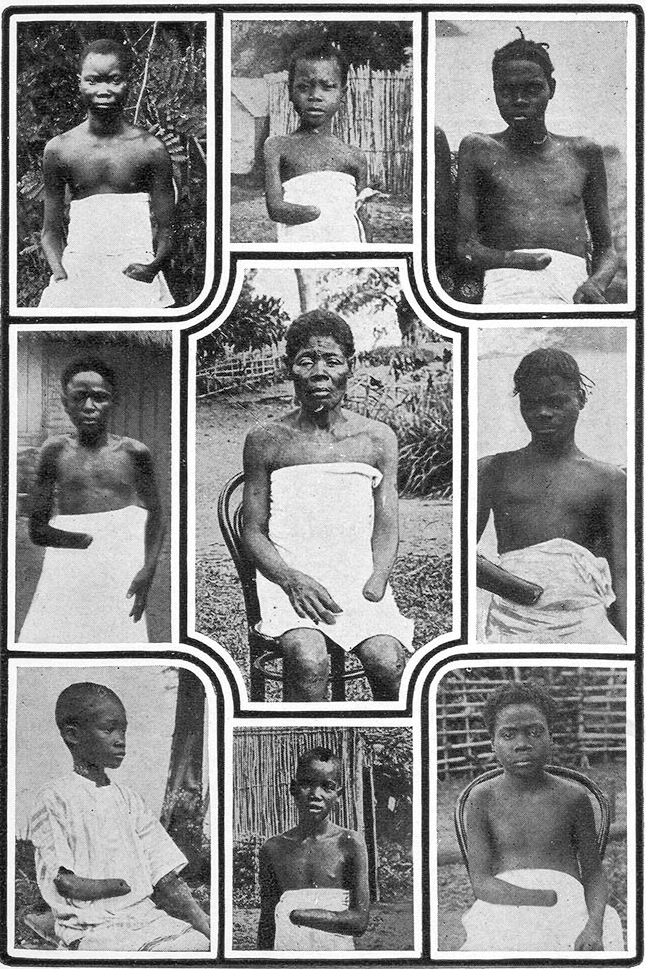
Bambini che hanno subito il taglio della mano da parte delle autorità dello Stato Libero del Congo

Gli storici sono generalmente concordi nell'affermare che durante i due decenni di governo dello Stato Libero del Congo si verificò una drastica riduzione della popolazione congolese. Si sostiene che il rapido declino demografico in Congo fu atipico e può essere attribuito ai devastanti effetti diretti e indiretti del dominio coloniale, tra cui gli omicidi di massa, le malattie e il calo della natalità. Lo storico Adam Hochschild ha sostenuto che il drammatico calo della popolazione dello Stato Libero fu il risultato di una combinazione di "omicidi", "fame, esaurimento ed esposizione", "malattie" e "un crollo del tasso di natalità". Anche la malattia del sonno fu una delle principali cause di mortalità all'epoca. Gli oppositori del governo di Leopoldo II affermarono, tuttavia, che l'amministrazione stessa doveva essere considerata responsabile della diffusione dell'epidemia. Sebbene sia impossibile esserne certi in assenza di registri e documenti, la violenza e gli omicidi conosciuti sono solo una parte di quelli realmente avvenuti. Le malattie importate dai commercianti arabi, dai coloni europei e dai portatori africani devastarono la popolazione congolese e "superarono di gran lunga" il numero delle vittime della violenza, che fu poco più del cinque percento della popolazione. Particolarmente gravi furono il vaiolo, la malattia del sonno, la dissenteria amebica, le malattie veneree (soprattutto sifilide e gonorrea) e l'influenza suina. L'avvocato Raphael Lemkin attribuì la rapida diffusione delle malattie in Congo ai soldati indigeni impiegati dallo stato, che si spostavano nel paese e avevano rapporti sessuali con donne in molti luoghi diversi, diffondendo così focolai localizzati in un'area più vasta. La malattia del sonno, in particolare, era "epidemica in vaste aree" del Congo e aveva un alto tasso di mortalità. Solo nel 1901, si stima che ben 500.000 congolesi morirono a causa della malattia del sonno. Nelle aree in cui la dissenteria divenne endemica, poteva morire tra il 30 e il 60 per cento della popolazione. Vansina ha anche sottolineato gli effetti della malnutrizione e della scarsità di cibo nel ridurre l'immunità alle nuove malattie. Lo sconvolgimento delle popolazioni rurali africane potrebbe aver contribuito a diffondere ulteriormente le malattie. Tuttavia, lo storico Roger Anstey ha scritto che "un forte filone della tradizione orale locale ritiene che la politica della gomma sia stata una causa di morte e di spopolamento maggiore rispetto al flagello della malattia del sonno o alle periodiche devastazioni del vaiolo." È opinione diffusa che anche i tassi di natalità siano diminuiti durante il periodo, il che significa che il tasso di crescita della popolazione è diminuito rispetto al tasso di mortalità naturale.

### Stime
Poiché non ci fu nessun censimento a registrare la popolazione della regione alla nascita dello Stato Libero del Congo (il primo fu effettuato nel 1924), non si conosce l'esatto cambiamento della popolazione nel periodo. Nonostante ciò, si è recentemente giunti alla conclusione che la perdita è stata di almeno cinque milioni di persone. Il demografo J.P. Sanderson stima la popolazione nel 1885 a circa 10-15 milioni di persone, e nel 2020 ha proposto più possibili scenari di declino della popolazione sotto Leopoldo II, suggerendo che quello più probabile è un declino della popolazione di 1,5 milioni di persone, da 11,5 milioni di persone a circa 10-10,3 milioni di persone.

## Uso del termine "genocidio"

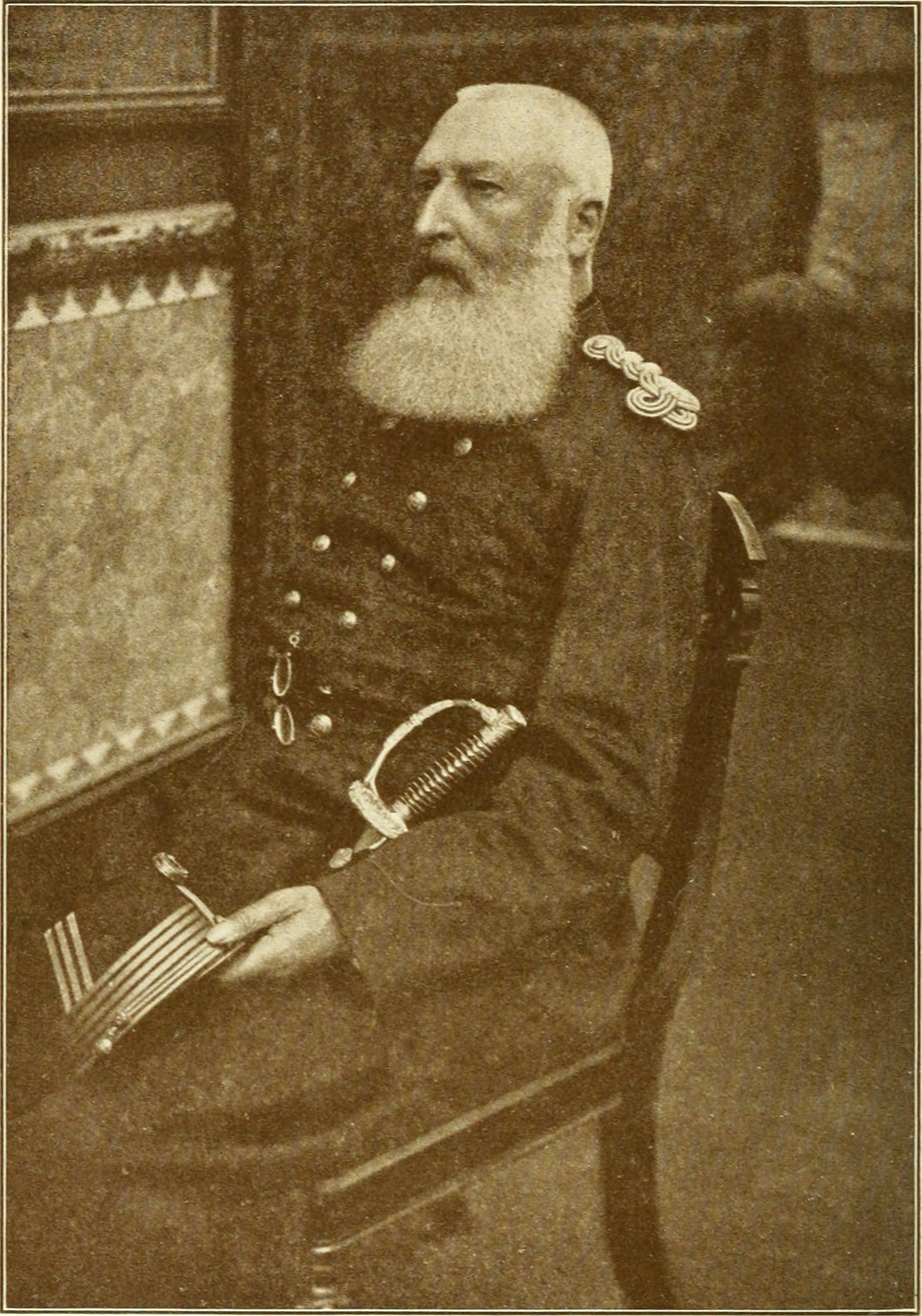
Fotografia di Leopoldo II, re del Belgio, il cui governo sullo Stato Libero del Congo ha portato alla morte di milioni di congolesi

Il numero significativo di morti sotto il regime dello Stato Libero ha portato alcuni studiosi a mettere in relazione le atrocità con i genocidi avvenuti successivamente nella storia, anche se la comprensione delle perdite sotto l'amministrazione coloniale come il risultato di un duro sfruttamento economico piuttosto che di una politica di sterminio deliberato ha portato altri a contestare il paragone. C'è un dibattito aperto sul fatto che le atrocità costituiscano un genocidio. Secondo la definizione delle Nazioni Unite del 1948, un genocidio deve essere costituito da "atti commessi con l'intento di distruggere, in tutto o in parte, un gruppo nazionale, etnico, razziale o religioso". Secondo Georgi Verbeeck, questa definizione convenzionale di genocidio ha impedito alla maggior parte degli storici di usare il termine per descrivere le atrocità nello Stato Libero; in senso stretto, la maggior parte degli storici ha respinto le accuse di genocidio. La sociologa Rhoda Howard-Hassmann ha affermato che, poiché i congolesi non furono uccisi in modo sistematico secondo questo criterio, "tecnicamente parlando, non si trattò di genocidio nemmeno in senso giuridicamente retroattivo". "Hochschild e il politologo Georges Nzongola-Ntalaja hanno respinto le accuse di genocidio nello Stato Libero perché non c'erano prove di una politica di sterminio deliberata o della volontà di eliminare gruppi specifici di popolazione, anche se quest'ultimo ha aggiunto che comunque c'è stato "un numero di morti di proporzioni da Olocausto", che lo ha portato a chiamarlo "l'olocausto del Congo". Gli storici sono generalmente d'accordo sul fatto che lo sterminio non fu mai la politica dello Stato Libero. Secondo Van Reybrouck, "sarebbe assurdo... parlare di un atto di "genocidio" o di "olocausto"; il genocidio implica l'annientamento consapevole e pianificato di una popolazione specifica, e questa non fu mai l'intenzione in questo caso, né il risultato... Ma fu sicuramente un'ecatombe, un massacro su scala sconcertante che non fu intenzionale, ma che avrebbe potuto essere riconosciuto molto prima come il danno collaterale di una politica di sfruttamento perfida e rapace". La storica Barbara Emerson ha affermato: "Leopoldo non iniziò un genocidio. Era avido di denaro e scelse di non interessarsi quando le cose andarono fuori controllo". Secondo Hochschild, "pur non essendo un caso di genocidio in senso stretto", le atrocità in Congo furono "uno dei più terribili massacri di cui si abbia notizia ad opera dell'uomo".

## Eredità
Nel 2020, in seguito all'omicidio di George Floyd negli Stati Uniti e alle successive proteste, numerose statue di Leopoldo II in Belgio sono state vandalizzate come critica alle atrocità del suo governo in Congo. Diverse petizioni hanno chiesto la rimozione delle statue in Belgio e hanno avuto decine di migliaia di firme. Il 30 giugno 2020, 60º anniversario dell'indipendenza congolese, re Filippo ha inviato una lettera al presidente congolese Félix Tshisekedi, esprimendo il suo "profondo rammarico" per gli "atti di violenza e crudeltà" commessi durante l'esistenza dello Stato Libero e altre trasgressioni avvenute durante il periodo coloniale, ma non ha menzionato esplicitamente il ruolo di Leopoldo nelle atrocità. Alcuni attivisti lo hanno infatti accusato di non aver presentato delle scuse complete.